# Wiki
Wiki je vrsta sustava za upravljanje sadržajem (eng. content management system) na Webu.
Uređivanje sadržaja na wikiju obavlja se putem internetskog preglednika, koristeći neki jednostavan jezik za označavanje teksta (eng. markup language) ili uređivač teksta vrste WYSIWYG (eng. WYSIWYG text editor), što omogućuje sudjelovanje širega kruga korisnika. Wiki se najčešće koristi za izradu mrežnih stranica, javnih ili privatnih, koje nastaju suradnjom većega broja ljudi. Primjer takvih stranica je i Wikipedija, koja koristi software MediaWiki.
Riječ wiki dolazi iz havajskog jezika i znači 'brzo'.
Prvi software koji je služio kao osnova za stvaranje wikija bio je WikiWikiWeb koji je razvio Ward Cunningham
(naziv wikiwiki web može se prevesti kao 'vrlo brzi web' jer je u havajskom jeziku riječ wikiwiki primjer udvostručavanja osnovne riječi za dobivanje pojačana značenja).